# Ecdyonurus tonkinensis
Ecdyonurus tonkinensis is een haft uit de familie Heptageniidae. De wetenschappelijke naam van de soort is voor het eerst geldig gepubliceerd in 1986 door Soldán & Braasch.
De soort komt voor in het Oriëntaals gebied.